# Thamud
Pour les articles homonymes, voir Thamûd.

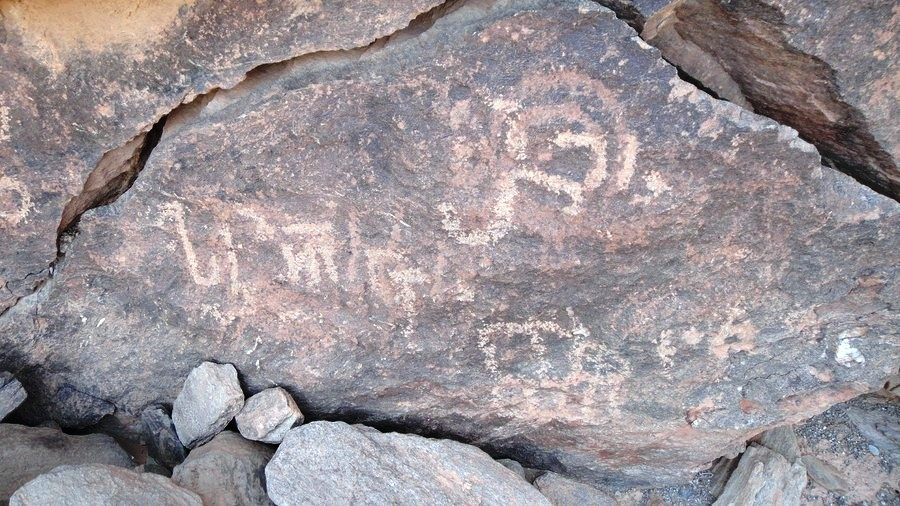
Inscription du peuple Thamūd

Le peuple de Thamūd ou Thamoud est un ancien peuple arabe disparu, comme les ʿĀd, Iram (Aram) et Wibar (Jobarites ?). Une inscription de Sargon II (715 av. J.-C.) mentionne Thamūd comme un peuple de l’Arabie orientale et centrale. Le nom est aussi cité dans Aristote, Ptolémée, et Pline l'Ancien qui indique que les Thamūd occupaient le site d'Hégra sous le nom de Thamudaei, Thamoudéens, Thamudènes, Thamoudites, Thémoudites. En outre, Thamūd s'avère également mentionné par des tablettes d'argiles rédigées en cunéiforme et retrouvées sur le site archéologique de Ebla en Syrie. Par ailleurs, ces tablettes sont datées de 2400 av. J.-C à 2250 av. J.-C.,

## Histoire des Thamoudéens
Madâ’in Sâlih a connu une période d’occupation d’au moins un demi-millénaire. Le site est occupé au moins jusqu’au IVe siècle et peut-être au-delà. Cette région, à la frontière entre le royaume nabatéen et le royaume lihyanite, est intégrée à la province romaine d’Arabie. À partir du Ve siècle, toute référence disparaît.

### Données archéologiques
Le site d’Al-Hijr en Arabie saoudite est encore plutôt méconnu. Ce site est bien davantage qu'une nécropole troglodyte. Al-Hijr a été une véritable ville, même si les principaux vestiges actuellement visibles sont les hypogées creusés dans le grès rouge du désert. Il a existé une ville et un domaine agricole irrigué. Les Nabatéens, anciens pasteurs nomades devenus sédentaires, se sont établis à Al-Hijr. Les relations entre Al-Hijr et la capitale des Nabatéens, Pétra, restent obscures.
Le site archéologique de Al-Hijr (Madâ’in Sâlih), est le premier site d’Arabie saoudite inscrit sur la liste du patrimoine mondial de l’UNESCO. Al-Hijr est un témoignage unique de la civilisation nabatéenne. Avec près de cent tombes  monumentales aux façades décorées et ses puits, le site est un exemple exceptionnel de la qualité de l’architecture de la civilisation Thamudéene et de leur maîtrise des techniques hydrauliques.

### Dans le Coran
Le peuple de Thamud est cité 26 fois dans le Coran , comme un peuple troglodyte et rebelle, de confession polythéiste, n’ayant pas voulu écouter son prophète Sâlih.
L’histoire rapportée dans le Coran se résume ainsi. Dieu envoie le prophète Sâlih pour appeler les Thamoudéens à se convertir au monothéisme. Ils expriment leurs doutes et leur intention de continuer le culte de leurs aïeux. Sâlih leur annonce la « chamelle de Dieu » qu'ils devraient laisser paître tranquillement sans lui faire aucun mal, sous peine d’un terrible châtiment. Dans un autre passage, il est précisé que ce partage consiste à laisser la chamelle boire seule un jour, et les Thamoudéens un autre jour. Ces adversaires passent outre cette menace. Ils tuent la chamelle et mettent Sâlih au défi de réaliser ses menaces. Sâlih leur dit qu’il ne leur reste que trois jours à profiter de leurs habitations avant que la menace ne se réalise. Un seul cri (Sayha) détruit les Thamoudéens. La nature du cri est décrite comme un hurlement produit par un ange, causant un énorme tremblement, cité dans la sourate 7, le mot employé signifie tremblement (Rajfa) en revanche dans la sourate 41 le mot employé signifie foudre (Sâ`iqa).

### Tabari (839-923)
Dans La Chronique, Tabari raconte l’expédition à Tabûk en l’an 8 de l’hégire (630). Cette campagne est menée sans qu’il y ait de bataille :

« Lorsque le Prophète arriva à Tabouk, grande ville habitée par des chrétiens, il ne rencontra pas de trace de l’armée romaine qu’il y croyait réunie. Il y résidait un prince, nommé You’hanna, fils de Rouba, qui possédait une grande fortune. Quand le Prophète vint camper aux portes de Tabouk, You’hanna sortit de la ville et fit la paix avec lui, en consentant à lui payer un tribut. »

— Tabari, Op.cit., vol. II, « Mohammed (que la Paix et la Bénédiction de Dieu soient sur lui), sceau des prophètes (Expédition de Tabouk) », p. 306-311.
Tabari ajoute de nombreux détails merveilleux à l’histoire des Thamoudéens et de leur prophète Sâlih :

« Or Sâlih dit aux Thémoudites : Quel miracle demandez-vous ? Ils répondirent : Nous demandons que tu fasses sortir de ce rocher une femelle de chameau dont le poil soit rouge, avec un petit à poil rouge comme sa mère ; il faudra qu’ils marchent et qu’ils mangent de l’herbe, alors nous croirons en toi. Sâlih leur dit : ce que vous demandez est facile à Allah; et il se mit en prière. Alors le rocher mugit et se fendit par l’ordre de Dieu, et lorsqu’il se fendit, il en sortit une femelle de chameau à poil rouge avec un petit qui courait auprès d’elle. »

— Tabari, Op. cit., vol. I, « De la création à David (Histoire du prophète Sâlih et des hommes qui étaient avec lui) », p. 119-124.
Dans la suite de ce passage, il est précisé que la chamelle pouvait boire l’eau de la source un jour sur deux, et qu’elle aurait vécu trente ans sans être importunée. Que son meurtrier devait être un enfant roux aux yeux bleus. Pour éviter la catastrophe dont ils sont menacés, les Thamoudéens décident de tuer à la naissance tous les enfants présentant ces deux caractères. Neuf enfants sont ainsi tués. Les neuf pères de ces enfants persuadent le père d’un dixième enfant blond (roux ?) aux yeux bleus, de ne pas tuer son fils. Ils accusent Sâlih d’être la cause de ces assassinats qu’ils estiment non justifiés. Ils se résolvent à tuer eux-mêmes la chamelle, mais ils sont tous les neuf écrasés par un rocher. Sâlih est alors accusé d’être la cause de la mort des enfants et de leurs pères. L’enfant roux survivant tue alors la chamelle, mais le petit parvient à s’échapper dans la montagne d’où il est sorti.

### Ibn Battûta (1304-1369)
Vers 1326, Ibn Battûta, de retour de son pèlerinage à la Mecque, passe à Tabûk :

« Le cinquième jour, depuis le départ de Taboûc, la caravane arrive au puits de Hidjr, je veux dire les demeures des Thamoudites contient beaucoup d’eau ; mais aucune personne n’y descend, quelle que soit la violence de sa soif, et cela par imitation de la conduite de l’envoyé de Dieu, lorsqu’il y passa dans son expédition contre Taboûc. Or il hâta la marche de sa chamelle, et il ordonna que nul ne bût de l’eau de ce puits. Ceux qui s’en étaient servis pour pétrir de la farine la donnèrent à manger aux chameaux.

Dans ce lieu se trouvent les habitations de Thamoud, taillées dans des montagnes de pierres rouges. Elles ont des seuils sculptés que celui qui les voit croit être de construction récente. Les ossements cariés de ce peuple sont dans l’intérieur de ces maisons ; et notez que cela offre un grand exemple. Ici se voit l’endroit où s’est accroupie la chamelle de Sâlih, entre deux montagnes, dans l’intervalle desquelles existent des traces d’une mosquée, où l’on va prier. La distance d’El-hidjr à l’El`ola est d’une demi-journée et même moins. »

— Ibn Battûta, Op.cit, vol. I (lire en ligne), « 4. Le pèlerinage de La Mecque », p. 212-213 (.pdf).

### Ibn Kathir (1301-1373)
Ibn Kathir dans son histoire de l’islam la Bidâya précise encore le mythe. Thamûd, l’éponyme des Thamoudéens, est un petit-fils de Noé :

« Thamoud était une tribu célèbre qui fut nommée après leur aïeul Thamoud le frère de Jadis. Tous deux étaient fils de Athir ibn Iram ibn Sem ibn Noé.
Ils étaient des Arabes qui vivaient entre le Hijaz et Tabouk. Le Prophète passa du côté de cet endroit quand il alla avec les musulmans à Tabouk. Les Thamoud vécurent après le peuple de Ad, et adorèrent les idoles comme Ad. »

— Ibn Kathir 2003, L’histoire de Saleh, p. 109.

« Il est aussi dit que ces deux nations n’étaient pas citées dans la Bible (La torah et l’Évangile). Cependant, quand nous lisons le Coran nous trouvons que Moïse connaissait leur histoire et informa son peuple au sujet de leurs conséquences. »

— .
Dans le récit d’Ibn Kathir, la particularité de la chamelle n’est pas dans la couleur de son pelage mais dans sa taille gigantesque : 

« Les Thamoud s’assemblèrent un jour dans leur assemblée, le Prophète Saleh se rendit auprès d’eux et les appela à la voie d’Allah,.... Ils lui dirent : « Si vous pouvez seulement produire de ce rocher (en pointant vers un rocher particulier) une chamelle avec ces caractéristiques (et ils citèrent des qualités et qu’elle devait avoir la longueur de dix mètres) ». »

— Ibn Kathir 2003, L’histoire de Saleh (La chamelle), p. 119.
Comme dans La Chronique de Tabari, la chamelle sort du rocher après que Sâlih a fait une prière. Mais contrairement à Tabari, la décision de tuer la chamelle est prise en commun par les chefs de la tribu. Leur chef nommé Kédar ibn Salif ibn Joudaa, né en dehors du mariage, est désigné pour exécuter le meurtre. Un peu plus loin Ibn Kathir explique comment huit autres insurgés se regroupent autour de Kédar ibn Salif ibn Joudaa pour tuer la chamelle.
L’habitude de ne pas boire l’eau du puits de Tabouk est une conséquence de l’expédition menée par le prophète :
« Le Prophète passa à côté de cet endroit quand il alla avec les Musulmans à Tabouk ». Ibn Kathir ajoute :

« Abdoullâh ibn Omar dit : « Quand le Prophète vint avec les gens à Tabouk, il campa à Al-Hijr près des maisons des Thamoud. Les gens burent des mêmes puits desquels les Thamoud buvaient. Ils pétrirent leur farine de cette eau et commencèrent le repas. Le Prophète les empêcha. Ainsi ils jetèrent ce qui était déjà cuit dans leurs pots et donnèrent la farine pétrie aux chameaux ». »

— Ibn Kathir 2003, Le Prophète près des ruines de Thamoud, p. 127.
Le prophète interdit aux musulmans d'entrer « dans ces endroits où les Thamoud furent punis par Allah. » et de passer à côté sans pleurer sur leur sort. Au dire d’Ibn Kathir si les Thamoud ont creusé leurs habitations dans le rocher, c’est parce qu’ils vivaient trop longtemps et qu’une maison de terre séchée aurait duré moins longtemps que ses habitants.

### Ibn Khaldûn (1332-1406)
On trouve la même anecdote dans Ibn Khaldûn, qui réfute l’affirmation que les Thamoudéens aient été des géants :

« L’erreur de ces conteurs est due au fait qu’ils ont été impressionnés par les monuments des anciennes nations. … Ils se sont donc imaginé, à tort, que cela était dû à la force et a l’énergie d’hommes de très grande taille. … Comme on le voit, c’est une opinion qui n’a d’autre fondement que l’arbitraire pur. Elle ne s’appuie ni sur une raison naturelle ni sur une base logique. Nous pouvons voir de nos yeux les habitations et les portes des anciens, ainsi que les procédés qu’ils avaient utilisés pour la construction de leurs immeubles, leurs monuments, leurs maisons et leurs demeures, comme, par exemple, celles des Thamud, taillées dans le rocher, petites, avec des portes étroites. Le Prophète a indiqué que c’était bien là, les habitations des Thamud. Il a interdit de se servir de leur eau. Le pain fait avec cette eau a été jeté et l’eau répandue par terre. Il a dit: « N’entrez dans les maisons de ceux qui se sont nui à eux-mêmes qu’en pleurant, de crainte que vous subissiez le même sort. » »

— Ibn Khaldûn, Op.cit., vol. I, « Muqaddima III, XVI. Réalisations et puissance originelle. », p. 450.